# Colletotrichum melicoccae
Colletotrichum melicoccae är en svampart som beskrevs av Speg. 1922. Colletotrichum melicoccae ingår i släktet Colletotrichum och familjen Glomerellaceae.   Inga underarter finns listade i Catalogue of Life.